# Perspectiva cònica

La perspectiva cònica és, en geometria euclidiana, un sistema de representació gràfic basat en la projecció d'un cos tridimensional sobre un pla auxiliar en rectes projectants que passen per un punt. El resultat s'aproxima a la visió obtinguda si l'ull estigués situat en aquest punt.
Filippo Brunelleschi en el Quattrocento va ser el primer que va formular les lleis de la perspectiva cònica, mostrant en els seus dibuixos les construccions en planta i alçat, indicant les línies que es dirigeixen al punt de fuga.

## Aplicacions
Utilitzada en arquitectura i interiorisme per a representar edificis i volums. És la que més s'aproxima a la visió real, i equival a la imatge que observem en mirar un objecte amb un sol ull. Ens permet percebre una profunditat espacial semblant a la visió estereoscòpica.
Els programes informàtics realitzen simulacions gràfiques generant imatges planes mitjançant algorismes de caràcter geomètrics. És comú que alhora combinin el renderitzat de superfícies i textures, donant a la imatge final un aspecte fotorealístic.
És freqüent el seu ús en cartells de complexos i edificacions immobiliàries en construcció, ja que mostra d'una manera realista com serà la nova obra.

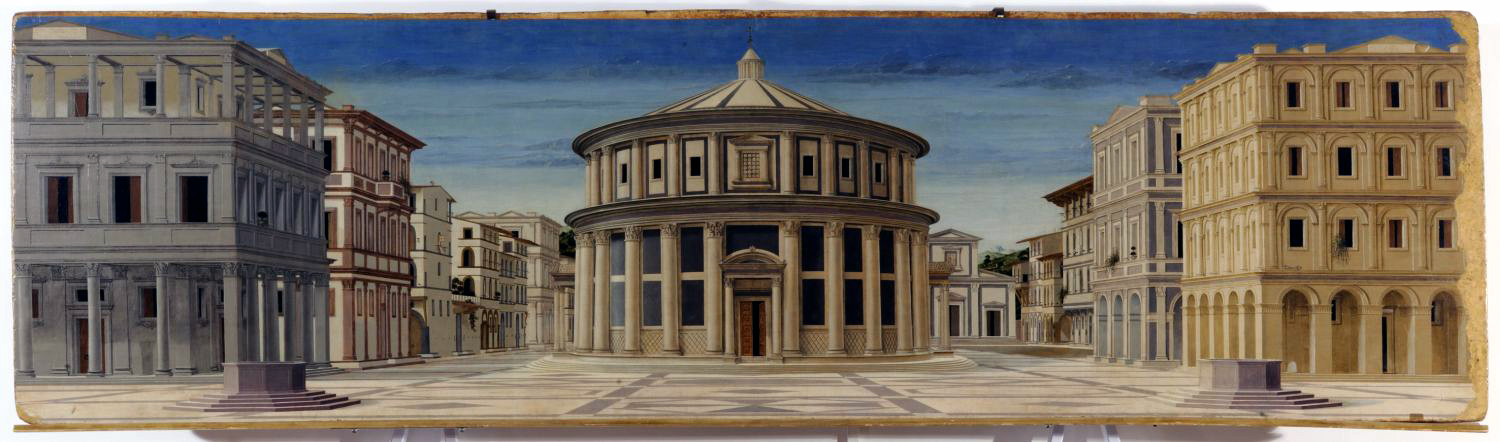
La ciutat ideal (1475), Piero della Francesca.

## Construcció geomètrica
En la construcció geomètrica de les perspectives còniques es poden trobar dos mètodes: el primer, que podria denominar-se «mètode projectiu», es basa en un sistema de projecció cònica, inspirat en el sistema òptic visual. El segon, és el «mètode directe». En aquest cas es treballa directament sobre la imatge atenent diferents condicions geomètriques que es denominen «lleis perspectives». Aquest mètode, emparentat amb l'observació del natural, també ha de complir condicions geomètriques de traçat, si es vol realitzar una expressió coherent i exacta de l'espai representat.

### Mètode projectiu
Es denomina així perquè recorre a una representació dels volums en l'espai en el sistema dièdric de la geometria descriptiva sobre el qual s'aplica un segon sistema de projecció cònica. El centre d'aquesta projecció és el punt de vista (observador) i el pla sobre el qual es projecta és el pla del dibuix, comunament denominat pla del quadre. Perquè en les projeccions còniques s'aconsegueixin imatges semblants a les visuals, l'espai de projecció es limita a una zona anomenada con de visió. Bàsicament es poden distingir dos procediments projectius, i un tercer que és la combinació dels dos primers.

#### Procediment de les projectants visuals
Consisteix a projectar des del punt de vista (observador) cadascun dels vèrtexs del model, fins al PC (pla del quadre). En aquest pla, els vèrtexs projectats de cada aresta s'uneixen, obtenint així la imatge perspectiva dels objectes. Per trobar la intersecció de cada visual (o projectant) al PC, s'utilitzen plans que les continguin. Per això aquest procediment també pot denominar-se «dels plans visuals».

#### Procediment de les prolongacions
Consisteix en prolongar les arestes dels objectes, principalment les horitzontals, i trobar-ne les perspectives. Per traçar les perspectives de les prolongacions (rectes), es troba de la perspectiva del punt en comú de totes les arestes paral·leles, que és el punt impropi, ubicat a l'infinit -com se sap-, però que en la projecció cònica té la seva representació al PC. La perspectiva del punt impropi, és el punt de fuga de les arestes paral·leles. Per a cada recta es troba un segon punt: la seva intersecció amb el pla del quadre. La unió del punt de fuga amb la intersecció, és la perspectiva de la recta. Finalment, les interseccions de les rectes perspectives que contenen a les arestes, determinen els vèrtexs, obtenint així la imatge dels cossos.

#### Una variant
Del procediment anterior, és trobar cada vèrtex, amb les perspectives de rectes auxiliars que els continguin. En lloc de perllongar arestes, s'usen rectes en altres direccions, amb el propòsit que els punts de fuga no quedin tan retirats del quadre, on es construeix el model.

#### Procediment combinat
Consisteix en prolongar arestes només cap a un dels costats, generalment el que possibilita l'obtenció del punt de fuga més pròxim, i per projectants visuals, trobar sobre les rectes perllongades ja en perspectiva, els vèrtexs dels objectes. Aquest, o qualsevol dels procediments projectius, necessiten d'almenys una projecció ortogonal dels volums que es van a representar, i les projeccions al diedre del punt de vista (observador).

### Mètode directe
Possibilita la construcció de perspectives, treballant directament sobre la imatge. No necessita la representació espacial dièdrica. S'utilitza propietats geomètriques que comunament es coneixen com a «regles perspectives». Aquest mètode, també pot ser molt exacte, tot i no tenir les representació a projeccions. Presenta alguns avantatges, com ara la possibilitat de trobar perspectives de cossos grans a distàncies llunyanes en una mateixa solució amb elements petits a distàncies properes. Amb els procediments projectius, aquestes diferències d'escales serien de difícil representació en el sistema dièdric. El mètode directe permet a l'artista desprendre's de traçats enutjosos, deixant que la seva intuïció visual-espacial predomini en la recerca de vistes interessants.

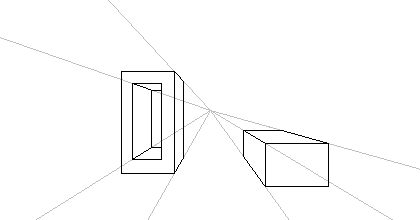
Perspectiva frontal

#### Perspectiva paral·lela o frontal
És en la que s'utilitza un únic punt de fuga, que coincideix amb el punt principal.

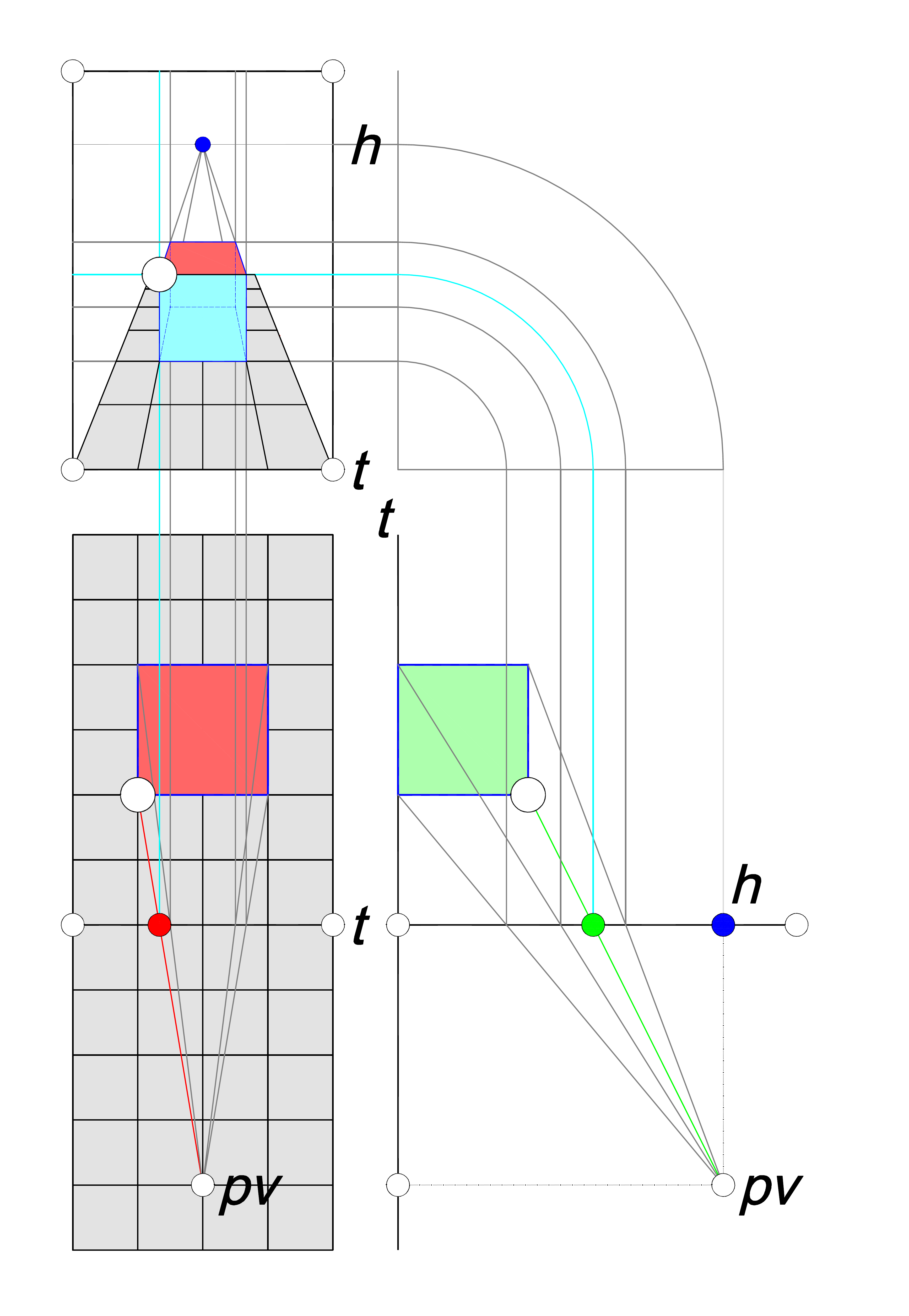
Elements gràfics d'una perspectiva cònica: planta i alçat del model a representar en coordenades, incloent la posició relativa del punt de vista (PV); i translació de la projecció de les visuals al pla del dibuix (amunt)

#### Perspectiva obliqua de 2 punts
S'empren dos punts de fuga, localitzats sobre la línia d'horitzó. Es poden veure 2 cares del cub.

#### Perspectiva aèria
Utilitza tres punts de fuga. Quan l'horitzó és molt alt o molt baix, les línies s'alteren per la perspectiva i necessitem un tercer punt exterior en una línia d'horitzó (vertical) accessòria.

### Exemple de traçat en perspectiva paral·lela o frontal

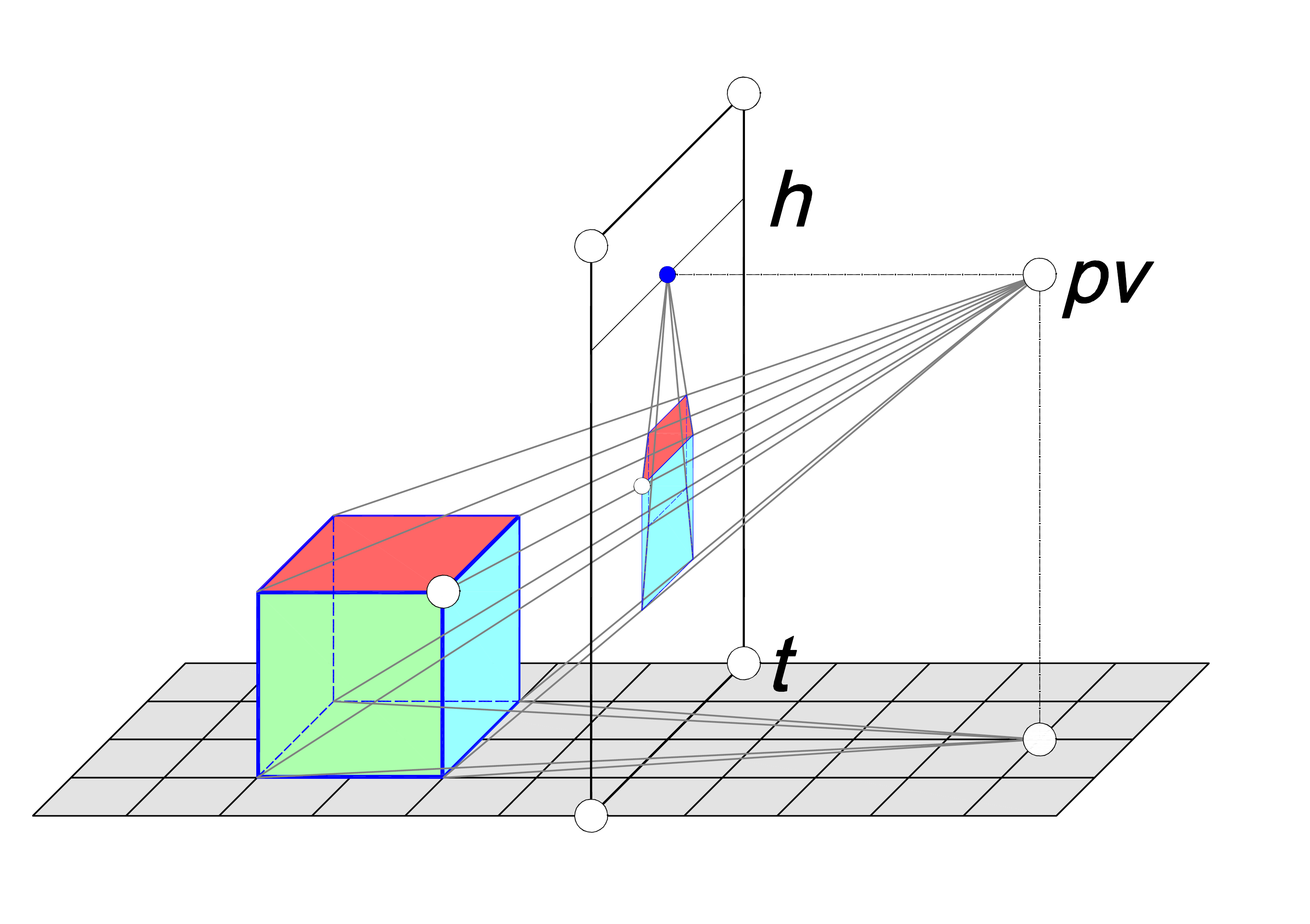
Vista tridimensional dels elements que intervenen en la realització d'una perspectiva cònica: el model a representar, el pla del dibuix i el punt de vista.

A l'exemple adjunt, es representa la perspectiva cònica d'un cub recolzat sobre una quadrícula horitzontal. A la vista tridimensional s'aprecia la posició relativa dels elements que intervenen en el dibuix:
- A l'esquerra apareix el model (el cub a representar)
- Al centre se situa el plànol del dibuix (la superfície on es dibuixarà la perspectiva)
- A la dreta apareix el punt de vista (la posició des de la qual s'observa el model)

Atès que s'està treballant en un sistema de coordenades concret (el que defineix les vistes dièdriques a la planta i alçat del model), s'assumeixen implícitament els plans verticals i horitzontals definits per aquest sistema de coordenades. En aquest cas, el pla del dibuix és paral·lel al pla vertical de la projecció dièdrica, encara que podria no ser-ho. Aquesta disposició condiciona alhora la posició de la línia de l'horitzó del dibuix (h) i de la línia del terreny (t), lligades alhora a la posició relativa del pla del dibuix i del punt de vista.